# Arena (Trinidad y Tobago)
Arena es una localidad de Trinidad y Tobago, que forma parte de la región de Couva-Tabaquite-Talparo.

## Geografía
La localidad abarca parte de la isla Trinidad y limita al norte con Carlsen Field, al sur con Freeport, al este con Todd's Road y Caparo y al oeste con Freeport.

## Demografía
Datos demográficos de la localidad de Arena:
| Gráfica de evolución demográfica de Arena entre 2000 y 2011 |
|                                                             |